# Параскева Пятница (икона из Ильешей)
Параске́ва Пя́тница — вырезанная из дерева икона одноимённой святой, представляющая собой скульптурное изображение. Происходит из села Ильеши в Ленинградской области. По местному преданию, икона датируется примерно 1850 годом, но более вероятно, что она была создана в XVI—XVII веках. В 1960-х годах икона была передана на хранение в Государственный Русский музей. С 1988 года находится в Троицком соборе Александро-Невской лавры. Почитается Русской православной церковью как явленная и чудотворная. Риза для иконы была изготовлена в ювелирной мастерской Фёдора Верховцева.
В течение XIX — начала XXI веков икона привлекала внимание крупных деятелей русской культуры. Её судьба нашла отражение в книгах русского этнографа-беллетриста XIX века Сергея Максимова. Сотрудник Военно-медицинской академии, доктор медицинских наук Пётр Прохоров опубликовал статью, посвящённую празднику иконы в Ильешах. Традиционный крестный ход в селе не обходили вниманием наиболее популярные справочники и путеводители XIX и начала XX века. В новейшее время икона оказалась в центре внимания таких крупных исследователей, как первый директор Музея антропологии и этнографии имени Петра Великого, главный редактор журнала «Советская этнография» и первый директор Института антропологии и этнографии СССР Николай Маторин и доктор филологических наук Александр Панченко.
В настоящее время икона продолжает пользоваться почитанием верующих Санкт-Петербурга и Ленинградской области. Церковные издания публикуют статьи, посвящённые истории православной святыни. Российский этнографический музей провёл в 2018 году выставку фотографий, которая отражала столетнюю историю празднования её явления.

## Народная традиция почитания резных изображений Параскевы Пятницы
Зарубежные и советские искусствоведы возводили популярность Параскевы Пятницы к почитанию славянских языческих богинь Мокоши или Лады. Они отмечали, что большое число резных изображений православной святой приходится как раз на те территории, где прежде существовал развитый культ Мокоши (Великий Новгород, Псков, Вологда), в Прикамье и Зауралье их почти нет. Русский этнограф-беллетрист XIX века Сергей Максимов писал, что начальство с недоверием и тревогой относилось к подобным народным святыням. В пример он приводил события, произошедшие на его памяти в Саранском уезде Пензенской губернии. Там, вблизи села Просопа, явилась возле родника икона Параскевы Пятницы. Толпы богомольцев устремились к ней с подношениями, которые раскладывали рядом с иконой, а «Параскева раздавала их бедным». По словам исследователя, «начальство распорядилось икону увезти» (автор не уточнял, было ли это начальство светским или церковным). Тем не менее население воздвигло на месте явления иконы часовню.
На Руси существовала древняя традиция изображать святую Параскеву Пятницу в виде изваяния из дерева. Подобные иконы обычно устанавливались вблизи почитаемых колодцев для их охраны. Этнограф Сергей Максимов, напротив, писал, что именно резное изображение святой наделяет источник особой силой, которая ему прежде не была характерна. Часто такие изображения признавались населением явленными, что обычно влекло за собой и признание их чудотворными. Так, изображение Параскевы Пятницы из Ильешей считается классическим примером явленной иконы, посвящённой великомученице Параскеве Пятнице. Небольшие киоты с иконой святой Параскевы по православной народной традиции также устанавливались на дорогах и перекрёстках дорог на столбах. Такие киоты также назывались «пятницами». Часть резных изображений святой находились в приходских церквях. В особые, так называемые «обетные» пятницы (они устанавливались во время неурожаев, засухи, сильных дождей, опасных для посевов, по случаю падежа скота и появления червей) толпа верующих собиралась для празднования «в одно означенное место», куда выносили образ Параскевы, украшенный платками и лентами.
Кандидат искусствоведения и заведующий отделом скульптуры Государственного Русского музея Никандр Мальцев отмечал, что в конце XVI — начале XVII века на севере европейской части России возводились преимущественно тябловые иконостасы. Их местный ряд включал живописные иконы и скульптурные работы, среди которых были и изображения Параскевы Пятницы — резные иконы, обычно размещённые в отдельных киотах со створами. С середины XVII века вместо тябловых иконостасов стали сооружаться украшенные резным декором многоярусные иконостасы в стиле барокко. Киотные скульптуры Параскевы Пятницы остались популярны, но её резные иконы и даже особо чтимые скульптуры стали появляться в описях того времени уже не в иконостасе, а в притворах церквей, в келарских и трапезных, на столбах за пределами церковных построек. Значительная часть киотной скульптуры была передана из крупных городских церквей в часовни и деревенские церкви.

## Изображение на иконе

Икона Параскевы Пятницы из Ильешей (фрагмент). Лицо святой

Историко-статистический справочник 1883 года связывал изображение из Ильешей с мученицей Параскевой Римской, празднование которой приходится на 26 июля. При этом Санкт-Петербургские епархиальные ведомости 2001 года указывают, что на иконе изображена Параскева Иконийская.
Историко-статистический справочник 1885 года называет икону великомученицы Параскевы, нареченной Пятницей из Ильешей чудотворной. Он сохранил её подробное описание. Икона вырезана из дерева. Её высота — 1 аршин (около 71 см). Уже тогда обе поднятые к небу руки святой ничего не держали. Автор справочника только предполагал, что в правой руке было прежде изображение свитка, а в левой — крест. На месте креста была в его время заметна небольшая впадина. В настоящее время в правой руке святой находится крест. В 2001 году Юлия Старцева утверждала, что левая рука святой была утрачена во время небольшого пожара, в ней, по канону, должен был находиться свиток Священного Писания. Некоторые богомольцы, по её данным, утверждали, что изначально в этой руке Параскева держала не свиток, а стебель душицы. Другой точки зрения придерживается кандидат исторических наук Людмила Королькова. По её мнению, утрата свитка и креста могла произойти в то время, когда храм оказался на территории Ингерманландии под властью шведов (1617—1721 годы).
Автор справочника 1885 года отмечал, что резьба иконы явно старой работы, но не особенно искусная. Задняя сторона иконы была окрашена в синий цвет. Венец на голове святой был окрашен жёлтой краской. На нём красными буквами была сделана надпись: «Святая мученица Параскева Пятница». До устройства ризы на икону надевалось облачение, напоминающее сарафан, изготовленное из материи, которую жертвовали богомольцы.
Надпись «Святая мученица Параскева Пятница» была нанесена и на ризе. Риза в то время была сделана из позолоченного серебра и являлась работой известного петербургского ювелира Фёдора Верховцева. Она была создана в 1853 году по инициативе и на деньги купца Михаила Ветошкина. Это был дар в знак благодарности за исцеление от тяжёлой и продолжительной болезни ног. В ризе было 32 фунта и 44 золотника серебра веса. В венце ризы находились три больших драгоценных камня (величиной «в полтинник»). Перед иконой находилась сделанная из позолоченного серебра лампада (вес её вместе с цепями составлял 1 фунт и 19 золотников). Приношения иконе делали чаще всего простые крестьяне. Они состояли из поясков, лент, полотенец, кусков холста. К иконе также подвешивали серебряные изображения рук, ног и сердец в память о чудесных исцелениях.

## История обретения иконы и почитание места её обнаружения

### Датировка иконы

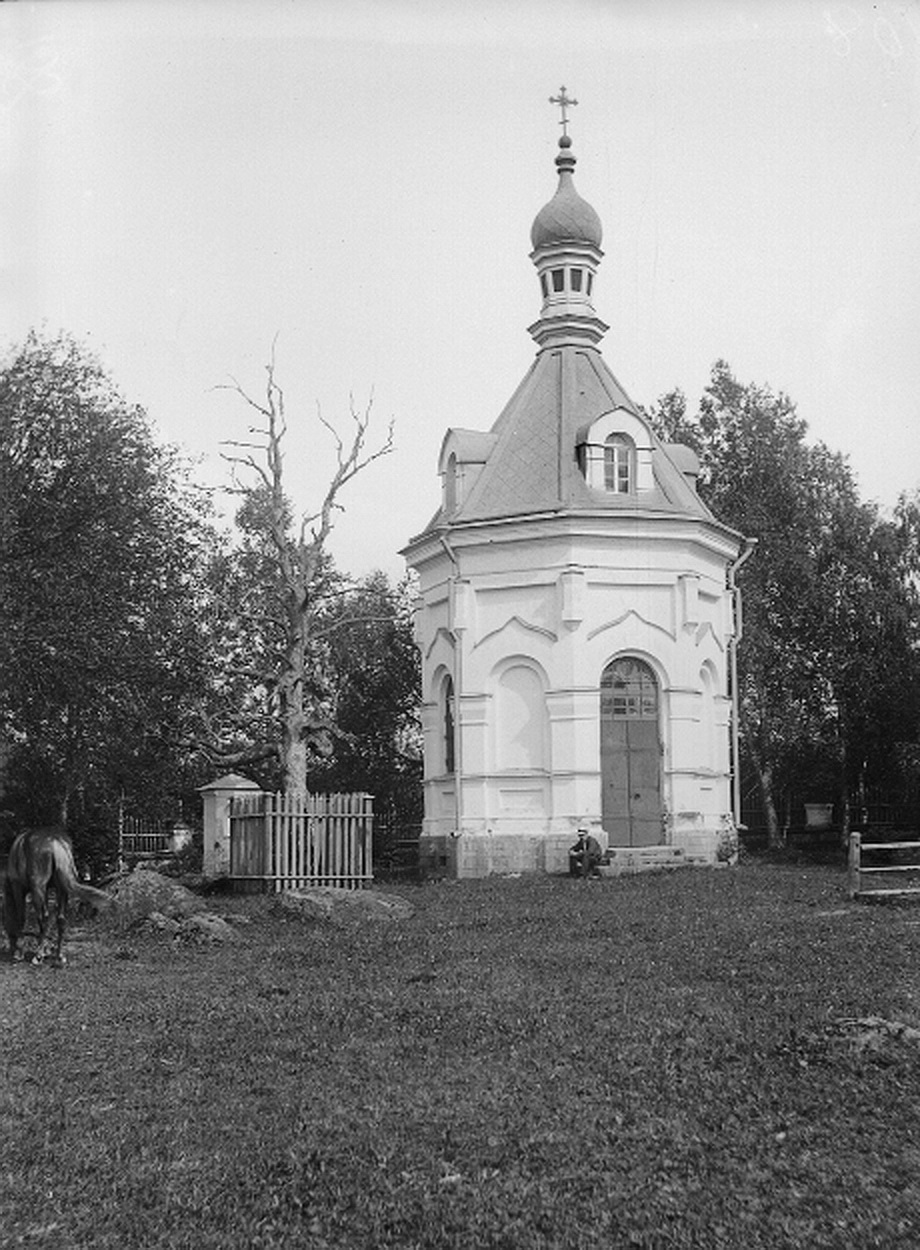
Часовня на месте обретения иконы. Фотография 1911 года

В соответствии с местными легендами, икона была обретена чудесным образом около 1850 года. Однако по мнению Юлии Старцевой, это событие вероятнее отнести к более раннему времени — к XVI—XVII векам недалеко от деревни Лаговицы. Историко-статистический справочник 1869 года утверждал, что икона Параскевы Пятницы в селе Ильеши уже в начале XVIII века была одной из пяти наиболее почитаемых икон «в Санкт-Петербургском крае». Также он сообщал, что в 1718 году Пётр I передал село Ильеши с 20 дворами в вотчину крупному русскому церковному деятелю, богослову и писателю Феофану Прокоповичу. Сайт Александро-Невской лавры относит появление иконы к концу XVIII — началу XIX веков. Сотрудница Российского этнографического музея Людмила Королькова считала первым намёком на то, что в Ильешском храме уже находилась чудотворная «явленная» деревянная икона, запись о начале строительства в 1792 году в селе тёплой придельной церкви святой Параскевы Пятницы. Уникальную версию появления иконы выдвинул в 1966 году автор книги «Правда о петербургских „святынях“» советский пропагандист атеизма Николай Юдин. Он утверждал, не датируя это событие, что икона Параскевы Пятницы «явилась местному кулаку».

### Предание об обретении иконы
Согласно преданию, икона была найдена на краю большого поля у леса, где пасли скот. На Ильинскую пятницу местный пастух увидел залезшую на берёзу маленькую девочку в старинной одежде, которая разглядывала его сквозь ветви дерева. На просьбы пастуха спуститься девочка не отвечала. Пастух попытался согнать её сначала ударами кнута, а затем — бросая в неё камни. Кнут и брошенные камни прилипли к дереву, не причинив девочке никакого вреда. Пастух испугался, сотворил молитву, а затем залез на берёзу и снял девочку с дерева. Он посадил её в сумку и отнёс к местному священнику. За время дороги девочка пропала из пастушьей сумки. Удивлённый рассказом пастуха священник собрал людей. Шествие с хоругвями и молитвами направилось к месту происшествия, где толпа увидела прилипшие к дереву камни и кнут. Под деревом стояла деревянная икона святой Параскевы Пятницы, которая оказалась точной копией девочки, явившейся пастуху. По ещё одному местному преданию, икона явилась на камне с особой формы впадинами на месте, где стоял образ, а сайт Александро-Невской лавры утверждает, что икона была найдена на дереве.
По другому преданию, не связанному с иконой, на берёзе Параскева Пятница укрылась от домогательства дьявола или лешего. Увидев, что она вне досягаемости, дьявол метнул в неё камень, который застрял в дереве. На камне же остался след, так как на него ступила святая, чтобы взобраться на дерево. Водские предания, опубликованные в академической серии «Фольклор коренных народов Ленинградской области», связывают эту легенду не только с Параскевой Пятницей, но ещё и с Богородицей и даже с самим Богом («Пастух хотел Бога ударить. А Бог залез на берёзу»).
Икону поместили в местный деревянный храм Святого Николая Чудотворца, а один из его приделов, по словам Юлии Старцевой, уже тогда освятили в честь явления иконы Параскевы Пятницы. Её слова не подтверждаются данными историко-статистического справочника 1885 года. В формуляре 1792 года написано лишь: «Церковь Св. Николая Чудотворца деревянная; престол один; за ветхостью оной начата строить (?) другая каменная». Придел Параскевы в нём не упоминается. В формуляре за 1793 год уже более точно сказано о появившемся приделе: «Церковь Николая Чудотворца деревянная, престол один; а ныне вновь построена каменная, и в ней придел Великомученицы Параскевы освящён».

### Комплекс почитаемых объектов на месте обретения
На месте обретения, поблизости от берёзы, был найден камень с двумя углублениями в виде детской головки и ступни. Сергей Максимов не упоминал первое из двух углублений, а о втором писал: «след человеческой ноги, почитаемый таковым в силу слепого фанатизма, но, на самом деле, не имеющий ни малейшего сходства с обыкновенным следом человека, уже ввиду своей чрезмерной величины». Первый директор Музея антропологии и этнографии имени Петра Великого, главный редактор журнала «Советская этнография» и первый директор Института антропологии и этнографии СССР Николай Маторин также упоминал в своей книге 1931 года только об одном этом углублении. Историко-статистический справочник 1885 года упоминал только одну впадину и ничего не писал о её форме: «Подле часовни на одном камне есть впадина, в которой, по преданию, явилась св. Параскева. Вода, накопляющаяся сюда от дождей, считается целебною». В углублениях камня скапливалась дождевая вода, этой водой промывали больные глаза, верующие также пили её в надежде на исцеление. Когда рядом была построена деревянная часовня, то возле неё стал бить родник. Паломники прикладывали к глазам и больным местам мох, росший вокруг камня и родника. Максимов упоминал о «песке и мелких камушках, рассыпанных на этом святом месте», которые также использовались как лекарственные средства. Доктор филологических наук Татьяна Агапкина писала о целом комплексе священных предметов, оказавшихся в Ильешах объектами поклонения в связи с явлением иконы Параскевы Пятницы. В их число входили: камень-следовик, источник, часовня и берёза с вросшим в неё камнем.
Кандидат исторических наук Людмила Королькова писала не об одном, а о двух камнях:
- Первый камень — плоский. Он был с маленьким «отпечатком» ступни Параскевы (размером с ножку годовалого ребёнка) и находился вблизи берёзы. Когда по нему стучали, то он издавал звук, как будто бы был «пустой внутри».
- Рядом с ним лежал ещё один камень «большего размера с глубокой округлой выемкой в центре» под названием «колодичек». Именно в этой выемке скапливалась дождевая вода, которую использовали богомольцы для лечения болезней. Дождевой воды из выемки камня не хватало на всех. Поэтому брали воду из колодца, который находился рядом с часовней и обливали ей камень. Уже после этого воду собирали в бутылочки и уносили с собой.

Часовня была открыта круглосуточно. Верующие приходили в неё и писали просьбы прямо на стенах. Подношения приносили в виде венков с лентами. Считалось, что берёза, камень и родник способны творить чудеса. Им приписывали помощь в семейной жизни, при болезнях детей, исцеление от болезней глаз и паралича. Девушки здесь молились о женихах. Так как Параскева Пятница покровительствовала прядению и рукоделию, то внутри часовни находилось много пучков кудели, мотков ниток, тканых полотнищ и других изделий из тканей. В Ильинскую пятницу в Ильешах устраивались ярмарки и конный базар, кони окроплялись в этот день святой водой, а в случае болезни обводились три раза вокруг часовни. Больной человек также обходил или проползал на коленях вокруг часовни.
В описании 1880-х часовня предстаёт как деревянная и уже ветхая, стоящая в открытом поле, примерно в полутора вёрстах от Свято-Никольского храма. Именно к часовне совершался обычно от храма крестный ход с иконой (издание «Этнография Северо-Запада России: Южные окрестности Петербурга — Приладожье — Центральные районы Псковщины», выпущенное в 2004 году, утверждало, что традиция этого крестного хода восходит к 1844 году). Вокруг часовни находилась ограда, а между оградой и часовней — колодец. Впоследствии вместо деревянной была выстроена кирпичная часовня, которая существовала до 1961 года. Советский этнограф Николай Маторин свидетельствовал, что даже в 1929 году местные крестьяне брали воду из «ступени» святой в камне и мыли ею глаза. Летом 1929 года вокруг ильешской часовни три раза обвели больную лошадь. Каждый раз напротив дверей в часовню лошадь останавливали и творили молитву. Маторин отмечал, что в дни праздника возле часовни можно было видеть «груду белых бумажек „о здравии“ и „за упокой“». В своей книге «Пятница-Богородица» он приводил фотографию дерева «Параскевы Пятницы» в Ильешах, но писал, что это дерево (давно засохшая берёза) к моменту издания книги (1931 год) уже не существует. При этом Маторин утверждал, что верующие роют землю на месте, где росло дерево, в поисках его уцелевших корней. Также он писал об овраге на этом месте и уже пересохшем ручье.
Фольклорист Яков Ленсу, собиравший материал на протяжении 1920-х — первой половины 1930-х годов, утверждал, что в его время берёза и камень находились за решёткой, поэтому приходивший на праздник люд вынужден был бросать подношения (полотно, обработанный лён) к священным объектам из-за неё. Сам камень он не видел вблизи, но писал с чужих слов, что на нём будто бы есть «следы рук и ног» Параскевы Пятницы.
В 1961 году часовня была взорвана, а место, где она стояла, запахано бульдозерами. Воронка, оставшаяся после взрыва часовни, стала новым местом паломничества для верующих. Рядом с ней появилась новая берёза. Камень, пострадавший от взрыва, был, по одной версии, спрятан верующими, но имевшиеся на нём впадины изменили свою форму и глубину. По другой версии, груды кирпичей, остававшиеся от часовни после взрыва, и оба почитаемых паломниками камня были свалены бульдозером в яму.
Авторы статьи в «Санкт-Петербургских епархиальных ведомостях» сообщали в 2001 году, что в настоящее время место легендарного появления иконы заросло лесом, на земле видны отдельные кирпичи и куски железной кровли. Местные цыгане собирают здесь душицу и другие, воспринимаемые населением как лечебные, травы, освящают их в храме и используют как средства против простуды и воспалительных заболеваний. Авторы упоминают наличие берёзы, украшенной крестами, источника и камня, на котором постоянно лежат свежие цветы, на месте явления иконы и в наши дни. Восстановление колодца и часовни лишь планируется из-за отсутствия средств. Сайт Александро-Невской лавры пишет, что место чудесного явления иконы уже расчищено от деревьев и установлен памятный крест, а также заложен новый фундамент для будущей часовни.
Доктор исторических наук Елена Окладникова писала в статье 2016 года о нескольких новых камнях на месте явления иконы. По её словам, наиболее крупный из них является в настоящее время объектом поклонения. Камень рядом «украшен крестом, выложенным кирпичами, оставшимися от старой часовни».

## Судьба иконы

### Почитание иконы в XVIII—XIX веках

Современная копия иконы Параскевы Пятницы на историческом месте оригинала в интерьере Никольской церкви, 2020 год

Первоначально икона принадлежала храму Святого Николая Чудотворца в селе Ильеши Ямбургского уезда Санкт-Петербургской губернии (в настоящее время это — Волосовский район Ленинградской области) и почиталась местным населением как чудотворная. Каменная церковь Святого Николая Чудотворца была возведена вместо деревянной в 1792—1798 годах. Придельная церковь Святой Параскевы была начата в том же году — в 1792-м, но освящена первой — в 1793 году. Главный же храм во имя Святого Николая был освящён не ранее 1797-го (и не позже 1798 года). 19 мая 1824 года в Ильешах произошёл пожар, во время которого погибли шесть человек. Документы подчёркивают, что когда пожар достиг церкви, то крестьяне выломали двери в храм на противоположной от огня стороне и через них вынесли в поле икону мученицы Параскевы, которую местные жители называли «матушка пятница». После пожара 1824 года к правой стороне сгоревшего храма была пристроена временная деревянная часовня. Там разместили икону Параскевы и возобновили богослужения на несколько лет до реконструкции церкви. Церковь была восстановлена только в 1829—1832 годах вновь с отдельным приделом Великомученицы Параскевы. В отличие от основного помещения, которое было холодным, придел Параскевы был отстроен тёплым.

Неизвестный мастер XVIII—XIX веков. Носилки из Никольской церкви в селе Ильеши

Ещё раз церковь была перестроена в 1855—1864 годах. Причиной перестройки в документах была названа теснота храма в праздник иконы Святой Параскевы, когда в Ильеши стекались тысячи богомольцев. Икона находилась тогда в киоте между главным алтарём и алтарём придела Параскевы Пятницы, «с правой стороны правого клироса и колонны». В 1857 году добавился ещё один придел — Пророка Илии.
Икона Параскевы Пятницы почиталась чудотворной и явленной. К деревянной часовне на месте её обнаружения совершался крестный ход. День обретения иконы стал праздником, на который стекались паломники. Пол в церкви, часовне, а также весь путь, по которому следовал крестный ход с иконой, устилались травами и цветами. Особое предпочтение отдавалось душице. После окончания праздника использованные для процессии траву и цветы собирали, сушили и использовали для лечения.

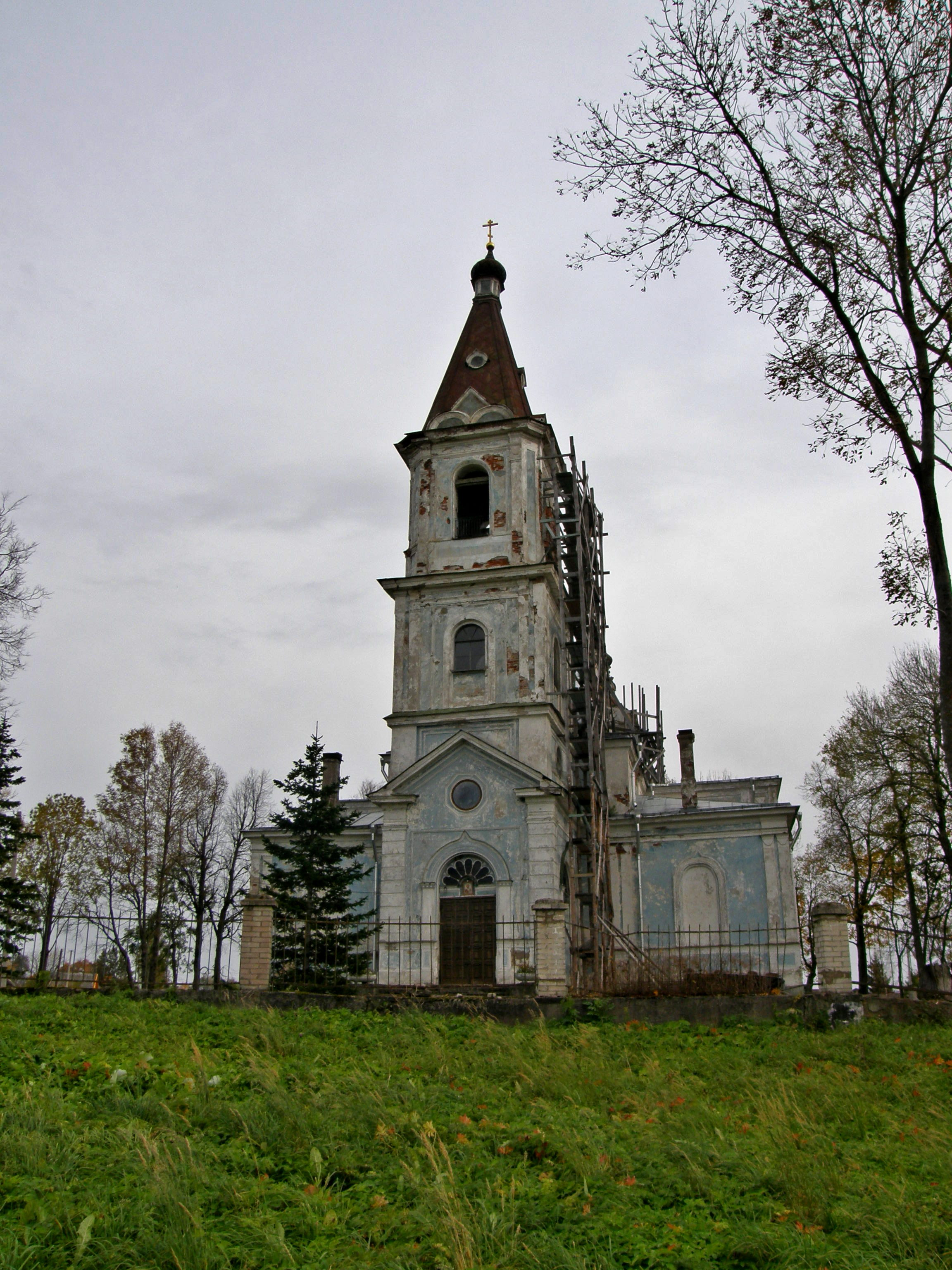
Церковь Николая Чудотворца в 2008 году

Сергей Максимов в своей книге «Нечистая, неведомая и крестная сила» так описывает праздник иконы:

В Ильешах, столь известных петербургским православным жителям, тысячами отправляющимся туда на Ильинскую пятницу по Балтийской дороге, наблюдается следующая поразительная картина: над опущенными долу головами коленопреклонённых богомольцев проносится, высоко поднятая на носилках, тяжёлая киота с деревянным изваянием явленного образа Пятницы. С трудом продвигаясь вперёд, счастливая и восторженная группа богоносцев, лишь благодаря ловкости, приобретённой долгим опытом, никого не увечит в этой цепи неловко распластавшихся по земле людей. Замедляемый всякими помехами, крестный ход из храма «Великого Николы» (с приделами пророка Илии и мученицы Параскевы) направляется к часовне, находящейся в полутора вёрстах от него, то есть от места «доставления» чудотворной иконы к месту её «явления».— Сергей Максимов. Нечистая, неведомая и крестная сила
Сергей Максимов писал, что Балтийская железная дорога увеличивала в два раза количество поездов в направлении Ильешей в день празднования иконы. Он отмечал, что двумя наиболее почитающими изображение Параскевы в Ильешах группами населения являются «окрестные простолюдины» и «столичная интеллигенция», на которую и рассчитаны дополнительные железнодорожные составы.

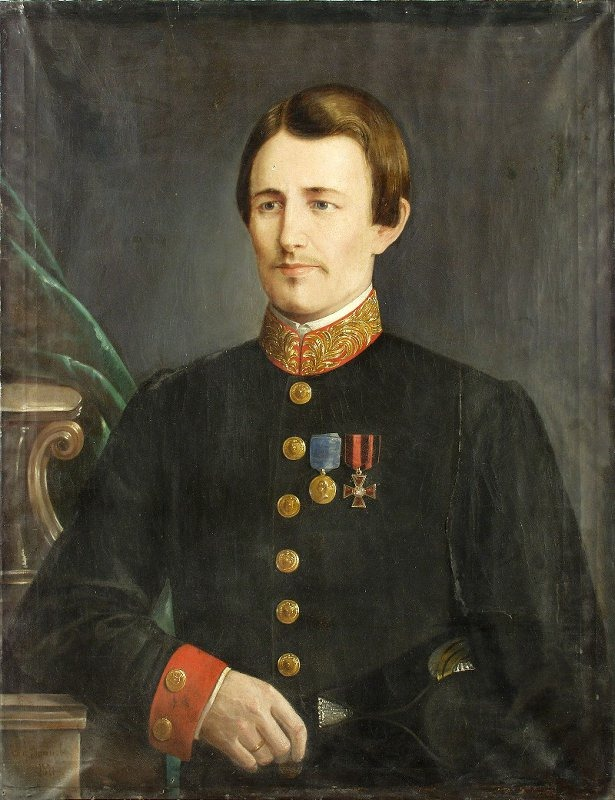
Фёдор Зайцев. Осип Комиссаров в 1871 году. Вологодский государственный историко-архитектурный и художественный музей-заповедник

Сотрудник Военно-медицинской академии, доктор медицинских наук Пётр Прохоров опубликовал в журнале «Здоровье» в 1883 году статью «О противугигиенических обрядах при праздновании дня Прасковьи-Пятницы в селе Ильяши Ямбургского уезда Петербургской губернии». В ней он выразил своё возмущение отсутствием соблюдения санитарно-гигиенических норм во время крестного хода с иконой: «Одним и тем же ковшичком пьют все, даже сифилитики с папулами на губах», «под икону протаскивают психически разстроенных женщин, которые своими криками и рыданиями заставляют толпу думать, что в них вселился дьявол». «Перед часовней поставлена чаша с водой и ковшик, а несколько далее — чан с довольно грязной водой, за питьё которой бросают [в чан с водой] деньги, так что на дне чана иногда накапливается порядочная сумма». «Рядом с часовней стоит чудотворная берёза, у которой вся кора обглодана зубами богомольцев для исцеления от зубной боли». Другой причиной возмущения Прохорова стала назойливость взимания денег с богомольцев:

Всё это время, начиная с раннего утра и до поздней ночи, собираются с молящихся деньги «на подъём» иконы. Когда накопится не менее 30 руб. (обыкновенно собирается гораздо более, потому что купцы жертвуют единолично рублей по 50), икону ставят на тяжёлые, широкие носилки и несут в часовню, отстоящую в полуверсте от села. До собрания надлежащего количества «подъёмных» денег, икона стоит в иконостасе, а перед ней находится чаша с водой, за ковшичек которой кладутся деньги. В то же время на икону вешают браслеты и золотые украшения и кладут на блюдо деньги… Носилки с иконой несут человек 10; в это же время человек 15 или 20 накладывают свои руки сверху рукояток и тянут книзу, а некоторые из богомолок буквально висят на руках. Несущим икону, конечно, становится тяжело, и они останавливаются, это означает: «Матушка отяжелела, надо служить молебен». Собираются вновь деньги, и служится молебен.— Пётр Прохоров. О противугигиенических обрядах при праздновании дня Прасковьи-Пятницы в селе Ильяши Ямбургского уезда Петербургской губернии
Историко-статистический справочник 1885 года отмечал, что «о чудесах от иконы… причт знает мало». О них, по словам автора справочника, рассказывает простой народ, не имея «желания дать рассказу официальный характер». Приношения к иконе осуществляются чаще всего в Ильин день, из-за их обилия членам причта «нет возможности делать записи». Среди наиболее знаменитых жертвователей и почитателей иконы справочник выделял командира Кексгольмского гренадёрского Императора Австрийского полка генерала Фёдора (Феодора) Григорьевича Жидкова и спасшего императора Александра II от выстрела Дмитрия Каракозова Осипа Ивановича Комиссарова-Костромского, пожертвовавшего золотой медальон в 1866 году. С удивлением справочник 1885 года отмечал, что 28 октября в день памяти Святой Параскевы посторонних богомольцев в селе не бывает.
«Путеводитель по России» под редакцией Р. С. Попова, изданный в 1886 году, включил посещение Ильешей в маршрут № 4 по Северу страны, пролегающий из Гатчины через Нарву и Ревель в Балтийский порт. Третий том издания «Россия. Полное географическое описание нашего отечества», вышедший в 1900 году, рассказывал о массовом характере праздника в честь иконы Параскевы Пятницы в Ильешах, который завершался молебном в часовне, куда приносили во время крестного хода икону. Информация о празднике в честь ильешской иконы была также внесена в «Географическо-статистический словарь Российской империи». Праздничные службы начинались со вторника. В четверг в Ильешах возводили карусели, палатки, начинался торг в ожидании ярмарки. Жители Ильешей к Ильинской пятнице заканчивали сенокос и прятали сено в сараи. Эти сараи предназначались для ночлега многочисленных богомольцев. Те из них, кто имели родственников в селе, размещались у них дома. Праздничный день начинался со службы в Никольском храме, после чего происходил крестный ход с иконой к часовне. Крестных ходов могло быть несколько, если много богомольцев не успевали к началу первого.

### Икона в XX веке

Икона Параскевы Пятницы из Ильешей в Троицком соборе Александро-Невской лавры, 2021

Летом 1917 года архиепископ Петроградский и Ладожский Вениамин (Казанский) посетил храм Святителя Николая в селе Ильеши на празднование иконы Параскевы Пятницы. На праздник собрались многочисленные богомольцы из Кронштадта, Бегуниц, Ораниенбаума и других поселений Петроградской губернии. Крестный ход в этот раз продлился три часа.
В 1922 году ильешская община организовала сбор драгоценных металлов во время конфискации предметов церковного обихода советской властью. Благодаря этому удалось сохранить серебряный оклад иконы. Николай Маторин в 1929 году свидетельствовал, что девушки имеют обыкновение ползать вокруг Никольской церкви, где находится чудотворная икона, на коленях. По его данным, это должно было принести скорое замужество. Летом этого же года в Ильешах в крестном ходе участвовало несколько тысяч верующих. Праздник продолжался с 29 июля по 1 августа. Николай Маторин отмечал, что контрреволюционными элементами массовое стечение богомольцев использовалось для антисоветской агитации. В этот раз наиболее актуальными проблемами оказались продовольственный кризис и создание колхозов.
С 1937 года храм святителя Николая не действовал, но был официально закрыт только перед войной решением Леноблисполкома от 16 мая 1941 года. Известно, что в 1941 году икона Параскевы Пятницы продолжала оставаться в храме. Здание было передано под сельский клуб. В 1941 году в условиях немецкой оккупации в Ильеши прибыли священники из «Псковской православной миссии», и в 1943 году богослужение было возобновлено. Согласно Ю. В. Старцевой и И. В. Попову, «икону трижды увозили и возвращали обратно». В 1960-х годах икона была передана на хранение в Государственный Русский музей.
В 1988 году икона Параскевы Пятницы была передана в Свято-Троицкий собор Александро-Невской лавры. Большую роль в возвращении иконы государством церкви сыграл настоятель Николо-Пятницкой церкви Владимир Кузьмин. В настоящее время икона находится в Троицком соборе справа от входа в храм. Она помещена в массивный киот. Его размеры — 130 × 82 см. Благословение на постоянное хранение здесь иконы в июне 1989 года дал Патриарх Московский и всея Руси Алексий II.

## Культурология, религиоведение и искусствознание об иконе

### Этнография и история религии

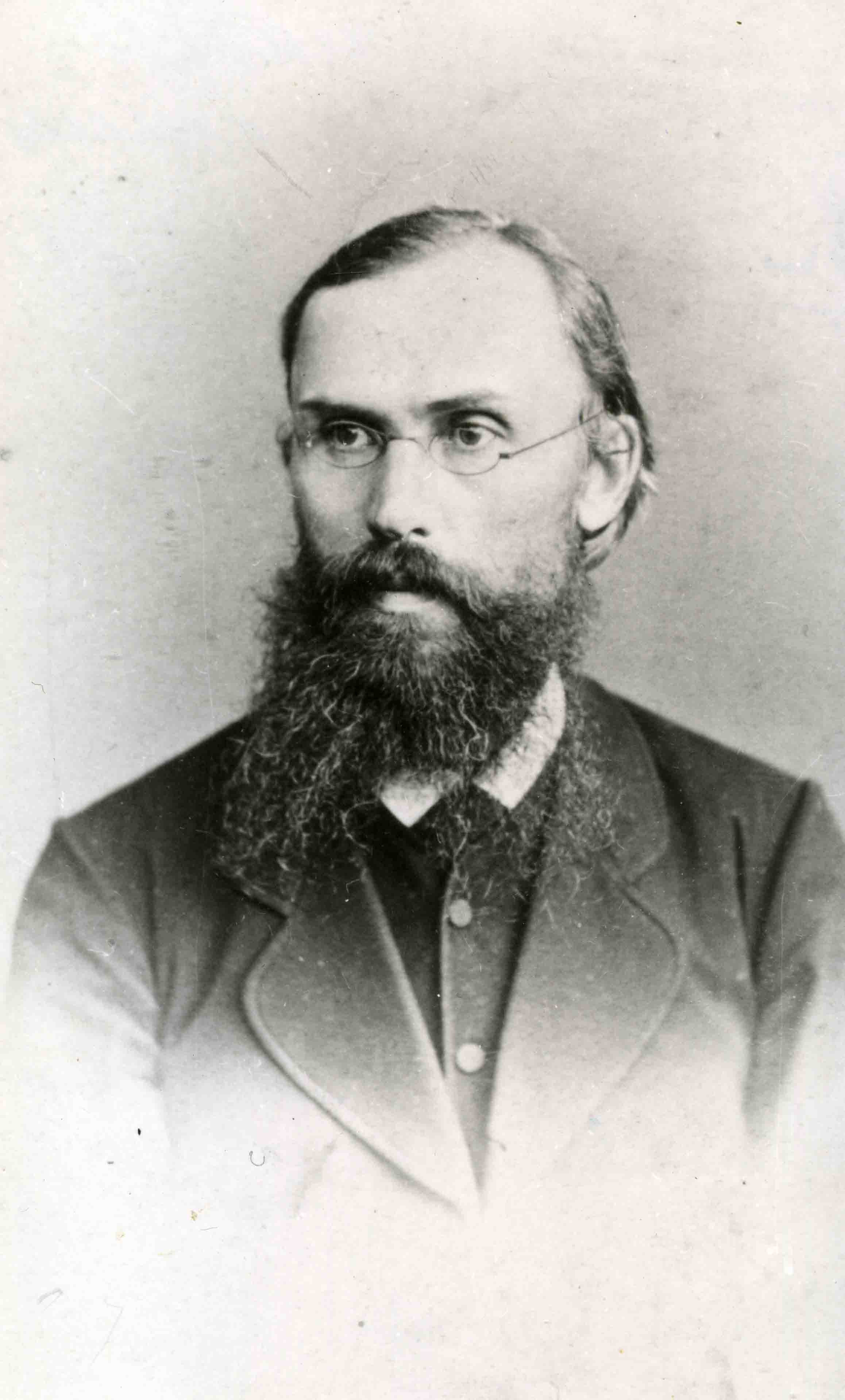
Сергей Максимов, до 1901

Значительное внимание уделял иконе Параскевы Пятницы в Ильешах в своих произведениях крупный российский писатель и этнограф XIX века Сергей Максимов. Он описывал и анализировал крестный ход с иконой в своих произведениях «Обитель и житель», «Крылатые слова» (1899) и «Нечистая, неведомая и крестная сила» (1903).
Крупный советский этнограф Николай Маторин использовал икону из Ильешей в книге «Женское божество в православном культе. Пятница-Богородица. Очерк по сравнительной мифологии» для анализа архаических истоков традиционных религиозных представлений русского народа. В его книге приводится большое количество относящихся к 1929 году фотографий, запечатлевших почитание иконы местным населением, а также относящихся к концу 1920-х годов свидетельств современников.
Советский историк религии Николай Юдин в рассказе о святынях села Ильеши делал акцент на использовании местным духовенством и церковным активом невежества жителей в целях личного обогащения. Он писал о «бойкой торговле самодельными крестиками и иконками», которая здесь происходит под предлогом поклонения священным объектам. Возрождение культа иконы после Великой Отечественной войны он называл «делом рук местного духовенства, стремящегося этим способом повысить свои доходы».
Местные жители, по его мнению, также извлекают выгоду, предоставляя приезжим почитателям святыни ночлег за денежную плату, поэтому повсюду рекламируют целебные способности ильешских святынь. Сами святыни он представлял результатом сознательной фальсификации. По мнению Николая Юдина, свою выгоду извлекали из культа Параскевы Пятницы и ильешские люмпены: «Молящиеся оставляют на камне хлеб, конфеты, огурцы, помидоры, яйца, колбасу, которые местные пьянчуги используют к выпивке». Он также делал акцент на антисанитарии происходящего в Ильешах: «грязной стоялой водой» богомольцы промывали и без того больные глаза.
Ильешская святыня почиталась не только русским населением, жившим в этой местности, но и финно-уграми (водью, ижорой и др.), жившими севернее и восточнее. Финский этнограф профессор Мартти Хаавио в своей книге «Священные рощи в Ингерманландии» приводил записи финских фольклористов, работавших здесь. Деревню Ильеши он считал водской, но подвергшейся русификации, одним из элементов которой он считал утверждение православия. В отдельных легендах, которые он записал, вместо берёзы присутствует дуб (именно дубы характерны для финно-угорских священных рощ). Среди них была запись, отличающаяся от легенд, бытующих среди русского населения (в переводе с финского Александра Панченко):

В пятницу в день Ильи народ шёл в Ильеши. Там была ярмарка. В этой деревне была церковь и икона Параскевы Пятницы. Икону перенесли на голове из церкви в часовню, в молитвенный дом. Около часовни стояла берёза, около камня находился пастух. Он увидел эту икону и хотел ударить её кнутом. Но кнут остался на берёзе и врос в неё. На камне остался отпечаток, как будто на него наступила нога. В этом следе находится вода. Там моют: один лицо, другой руку, третий ещё что-нибудь, что у кого болит. Ильеши — это русская деревня.— Александр Панченко. Исследования в области народного православия. Деревенские святыни Северо-Запада России
Мартти Хаавио считал, что упоминаемое место вблизи села Ильеши первоначально было водским языческим святилищем. Доктор филологических наук Панченко воспринимал такую точку зрения как ошибочную: в её поддержку нет никаких археологических доказательств, и сами угро-финские племена жили севернее.

### Искусствоведение

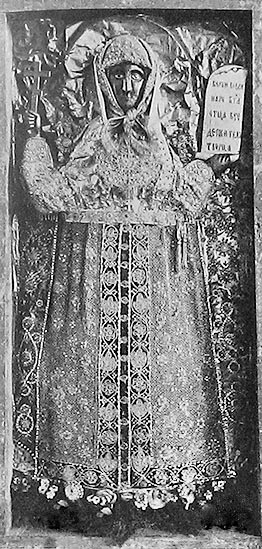
Святая Параскева Пятница из Пятницкой церкви Рыбной слободы Галича, XV—XVI века

Кандидат искусствоведения, профессор кафедры реставрации и технологии живописи Российской академии живописи, ваяния и зодчества Виктор Филатов отмечал, что православная церковь почитает сразу четырёх широко известных Параскев: мученицу Параскеву — сестру святой Фотины, самаритянки (день почитания 20 марта), римскую мученицу (26 июля), сербскую преподобную (14 октября) и иконийскую Параскеву (28 октября). У каждой из них, очевидно, была собственная иконография, которая, однако, слабо различается современными исследователями истории религиозного искусства. В этой иконографии путались даже средневековые русские иконописцы, которые часто в клеймах одной и той же житийной иконы совмещали эпизоды жизни сразу двух наиболее известных Параскев — сербской и иконийской. Виктор Филатов выделил основные принятые в Русской православной церкви иконографические типы с именем Параскевы:
- Параскева Пятница с крестом и жестом адорации (например, протянутая и раскрытая вверх ладонь руки). Под ним подразумевается в данном случае литургическое действие, во время которого в специальном сосуде (дароносице) выставляются Святые Дары;
- Параскева Пятница с развёрнутым свитком, на который нанесён текст Символа веры, в правой руке. Такие изображения появились на Руси в XV веке;
- Параскева Пятница с алавастром и крестом (или только с одним крестом). Иногда рука, предназначенная для алавастра, окутана мафорием, и сам алавастр отсутствует.

Икона из Ильешей изображает поднятыми обе руки святой, в которых, как предполагают исследователи, могли быть крест и свиток. Наиболее ранней «большемерной» резной фигурой великомученицы Параскевы именно такого типа (крест, свиток, венец), по мнению Елены Тихомировой, является скульптура из Пятницкой церкви Рыбной слободы города Галича Костромской губернии. В настоящее время она находится на временном хранении в Государственном Русском музее (размер фигуры — 170 × 95 см, техника резьбы по дереву с темперной окраской, Галичский филиал Костромского государственного историко-архитектурного и художественного музея-заповедника, инв. 1264). Скульптура считалась даром князя Дмитрия Шемяки (первая половина XV века) жителям Галича, но исследователи обычно датировали её временем не раньше начала XVI века.

### Культурология
Доктор филологических наук Александр Панченко в своей монографии «Исследования в области народного православия. Деревенские святыни Северо-Запада России», вышедшей в 1998 году, анализировал в первую очередь легенду и те материальные объекты, которые оказались связаны с появлением иконы Параскевы Пятницы в Ильешах, а также особенности их интерпретации в дореволюционной и советской научной литературе. Он отмечал, что кандидат исторических наук Владимир Семёнов в статье «Камни-следовики в культурной традиции Ингерманландии» связал эту легенду с мифом «о Громовержце и его противнике в гипотетическом прибалтийско-финском (то есть водском или ижорском) варианте». Сам Панченко считал такую интерпретацию методологически некорректной. Он соотнёс практиковавшееся в Ильешах одевание резной иконы Параскевы с южнославянской традицией. По его словам, это действие «выходит далеко за пределы восточнославянского ареала» и имеет две функции: «моделирования культурного „порядка“, противостоящего хаотическим силам» путём «ограничения определённого пространства», и медиации — посредничества между земным и «иным» мирами (поэтому «полотна и рушники равно используются при рождении и крещении ребёнка, во время свадьбы и похорон»).
В обычае приносить иконе в Ильешах дары из серебра в виде больных человеческих органов Александр Панченко увидел в соответствии с теорией доктора исторических наук Александра Островского два коммуникативных типа: «обетный» (в молитве об исцелении было дано обещание изготовить вотивный предмет, он должен был быть пожертвован иконе после выздоровления) и «направляющий» («предмет-привеска приносится одновременно с молитвой об исцелении»).
Практику обхода святыни (часовни в Ильешах) Панченко сопоставлял «с фольклорной символикой пояса, связанной с представлениями о силе (и, прежде всего, „силе рождающей, детородной“), защите, замыкании и ограничении определённого пространства». Замыкается «испорченное и опасное пространство», создаётся особая защищённая зона, отделённая от опасности. Обход, по мнению исследователя, моделирует границы пространства. К другому типу подобных «пограничных» обрядов он относил и ритуальное «пролезание» под иконой в Ильешах во время крестного хода. Журнал «Церковный вестник» за август 1885 года действительно сообщал о том, что девушки «ложатся под проносимый образ и молятся о послании жениха», отмечая, что в целом праздник в Ильешах далёк от православных представлений и что ему необходимо ещё придать христианский характер.
Историю с пастухом и девочкой Панченко трактует так. Пастух принадлежит не только к деревенскому миру, но и к миру леса, поэтому может быть «сближен с чёртом и лешим». Пастух не узнаёт Параскеву Пятницу, принимая её за «девчонку босую» и «поступает с ней по правилам профанного мира». Эти нормы неприменимы к сакральному существу. Поэтому кнут каменеет, что демонстрирует подлинную природу святой.

### Краеведение

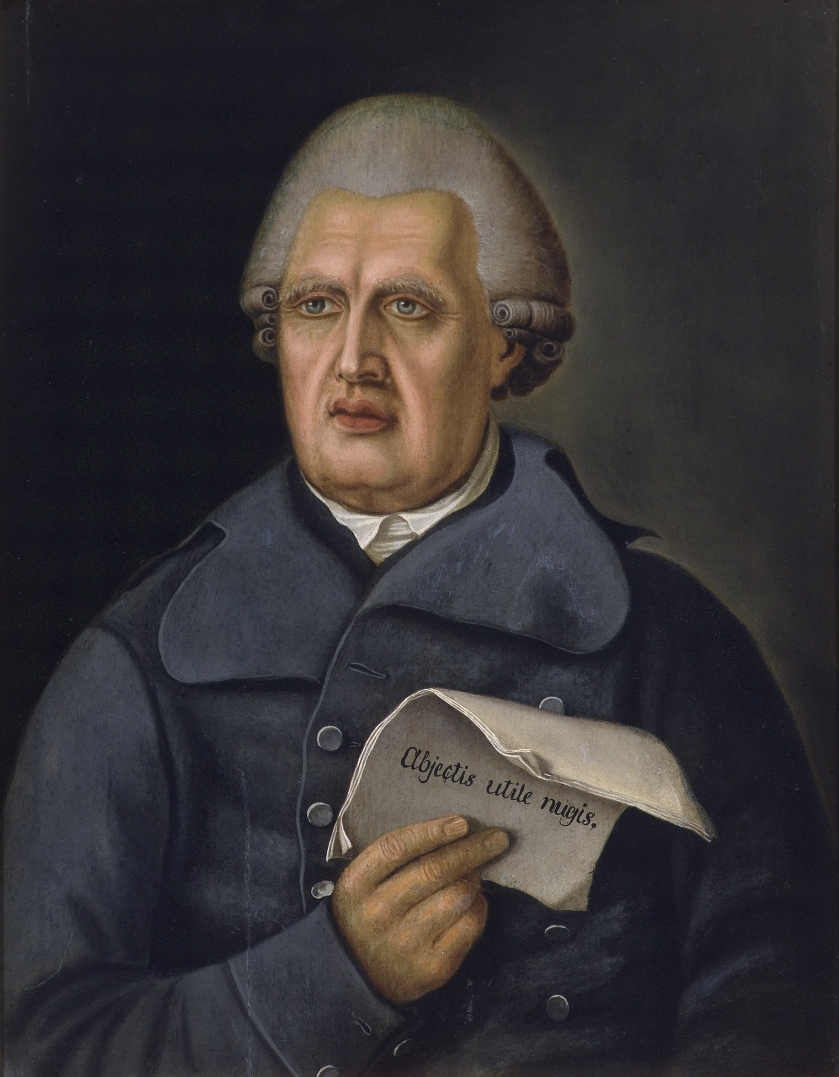
. Хенрик Габриель Портан, 1799

Краевед, действительный член Русского географического общества Вячеслав Мизин, анализируя различные сохранившиеся до нашего времени версии легенды об Ильешах, предложил выделить среди них две группы: «народную», где речь идёт о явлении «девы», и «православную», которую он относит к концу XIX века, где в центре повествования появление чудотворной иконы. Самым ранним упоминанием легенды он считает работу 1802 года «Об обычаях и обрядах води» финского историка Хенрика Габриеля Портана, который записал её со слов своего студента Л. А. Цетрауса. По мнению Мизина, предания русских крестьян о Ильешах являются значительно более точными и полными, чем рассказы финно-угров. С его точки зрения, это свидетельствует об относительной молодости самих преданий. К середине века культ уже вполне сформировался. Мизин отмечал большое число архаических элементов в праздновании явления иконы. Так, например, исцеление бесноватых в этот день проводили не священники, а знахарки.
Вячеслав Мизин предполагал, что в Ильешах существовал некий «древний и популярный в народе образ», который был впоследствии преобразован в почитание Параскевы Пятницы. С его точки зрения, способом этого преобразования могло стать обретение чудотворной иконы. В поисках этого образа Мизин обращал внимание на детали описания девочки, которую пытался ударить кнутом пастух. Она — босая, а в некоторых версиях — обнажённая и простоволосая, то есть выглядела не соответствующим для святой образом. С точки зрения исследователя, это роднит её с русалкой. По мнению Мизина, ильешский культ не является уникальным, и его аналоги прослеживаются не только в фольклоре Северо-Запада России, но и в западноевропейских легендах. В поисках времени возникновения легенды Мизин предлагает опираться на свидетельства об объектах почитания верующими. Берёза, по его мнению, не могла быть старше XVIII века. Деревянная часовня должна была быть возведена также в XVIII веке.
Датировку иконы Параскевы Пятницы он осуществляет на основе таких признаков, как особая постановка рук, проработка изображения пальцев, отсутствие резного нимба. Все эти признаки указывают на близость к новгородским образам XVI—XVII веков, но пропорции тела святой указывают на более позднее или провинциальное происхождение иконы. По мнению исследователя, в храме в Ильешах икона могла появиться после 1722 года, когда Святейший правительствующий синод издал постановление против резных изображений в церквях. До этого постановления икона могла находиться в одной из церквей, посвящённых святой Параскеве, или в Пятницком монастыре, находившемся поблизости от Ильешей. После постановления она была «скрыта», а спустя достаточно значительное время чудесным образом обретена. В доказательство Мизин приводил сохранённую Мартти Хаавио финскую версию: «эта святыня была принесена в лес, где пастух, мужчина из Томенгонта, её нашёл». Обретение иконы, положившее начало легенде и культу, автор датировал 1750—1775 годами.

## Современное почитание иконы
Главный праздник храма святителя Николая в селе Ильеши в настоящее время — Ильинская пятница (день обретения иконы). Этот праздник — переходящий, празднуется в последнюю пятницу перед Ильиным днём (20 июля (2 августа)) — в июле — августе. С 1988 года была восстановлена традиция совершения в Ильинскую пятницу крестного хода с копией иконы вокруг храма. C 2006 года икону один раз в год привозят в Свято-Никольский храм в Ильешах из Свято-Троицкого собора, а во время крестного хода несут на носилках к месту легендарного явления. На месте разрушенной часовни богослужений в настоящее время не проводится, но оно превратилось в место народного почитания. Праздник в честь обретения иконы происходит в самом Николо-Параскевинском храме. Затем икона переносится в храмы Гатчинского и Волосовского районов. К 10 сентября икону возвращают в Свято-Троицкий собор. В приходе до настоящего времени сохранены носилки, на которых несли в этот праздник икону. Вплоть до начала 1930-х годов в храме совершалась архиерейская служба с участием викарного епископа, в настоящее время вместе с настоятелем храма в праздничной службе участвуют благочинный и священники из соседних приходов.
Активно почитают Никольский храм и хранящуюся в нём копию иконы цыгане из других районов Ленинградской области. Именно они сделали наиболее значительные пожертвования на реконструкцию храма. По бытующей в Ильешах легенде, «их
старый барон, когда умирал, завещал всем ходить в Ильеши».
C 8 августа по 1 октября 2018 года в Российском этнографическом музее в Санкт-Петербурге прошла фотовыставка «Ильинская пятница в деревне Ильеши». Современные снимки, сделанные сотрудниками музея в ходе экспедиций 2014 и 2016 годов, были дополнены фотографиями празднования Ильинской пятницы в 1929 году. Фотографии 90-летней давности были сделаны фотографом Александром Гречкиным.